# Sudslava
Sudslava település Csehországban, az Ústí nad Orlicí-i járásban. Sudslava Polom, Borovnice, Koldín, Seč, Velká Skrovnice és Lhoty u Potštejna településekkel határos. Lakosainak száma 177 fő (2024. január 1.).

## Népesség
A település lakosságának változását az alábbi diagram mutatja:
| Lakosok száma | 359  | 307  | 314  | 225  | 191  | 180  | 189  | 193  | 169  | 177  |
|               | 1869 | 1900 | 1921 | 1961 | 1980 | 2011 | 2016 | 2019 | 2021 | 2024 |